# Jean Chevrot
Jean Chevrot (Poligny, 1395 circa – Lilla, 22 settembre 1460) è stato un vescovo cattolico, politico e mecenate francese.

## Biografia
Nipote di Simon Chevrot, noto per essere stato uno dei consiglieri del duca Filippo il Buono, il quale si interessò molto della sua educazione ed istruzione. 

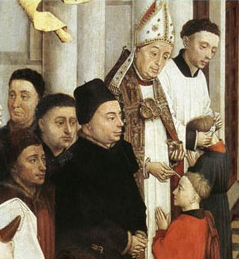
Il vescovo Chevrot (particolare de il Trittico dei sette Sacramenti)

 Dopo aver conseguito la laurea presso l'Università di Parigi, ed esserne stato nominato rettore nel 1421, divenne canonico di diverse chiese francesi tra le quali la chiesa di Saint-Marcel di Parigi nel 1422; nel 1426 fu anche nominato arcidiacono del Norman Vexin a Rouen ed in seguito cappellano della cappella Saint Jean a Salins nel 1435. 

### Carriera politica
Dal 1433 ebbe inizio la sua carriera politica, in quanto fu uno dei maggiori consiglieri di Filippo il Buono e di Isabella del Portogallo nel ducato di Borgogna. Ricevette l'incarico di essere uno degli ambasciatori inviati in Inghilterra con l'obiettivo di convincere Enrico VI d'Inghilterra a concludere un trattato di pace generale e liberare Carlo d'Orléans. Accompagnò inoltre Filippo il Buono a Nevers e poi a Parigi per partecipare ai colloqui di pace culminati nel Trattato di Arras.

### Ministero episcopale

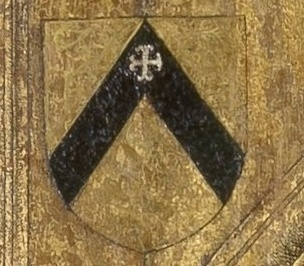
Stemma del vescovo Chevrot (particolare de il Trittico dei sette Sacramenti)

Il 5 novembre 1436 papa Eugenio IV lo nominò vescovo di Tournai.
Prese possesso della cattedrale il 12 gennaio 1440. 
Nel 1441 venne designato da Filippo secondo in carica del ducato, subito dopo l'erede al trono Carlo e la duchessa Isabella.
Nel 1457 lasciò gradualmente la corte gli incarichi politici ai suoi omologhi Jean de Thoisy e soprattutto Guillaume Fillâtre, consigliere preferito del duca che gli succedette e con il quale cambiò il vescovado di Tournai con quello di Toul, ufficializzata da una bolla papale ricevuta il 1º settembre 1460. 

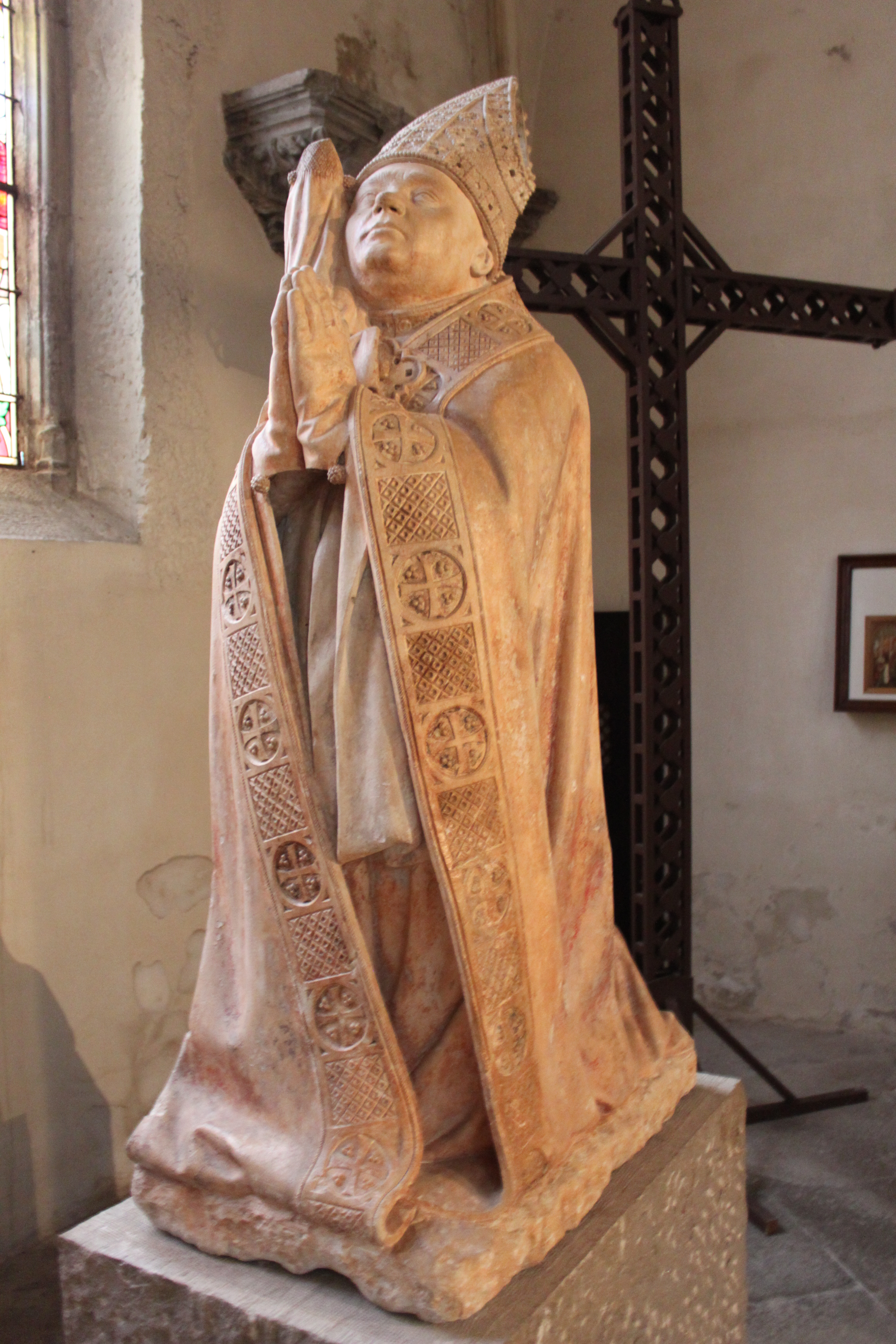
Statua di Jean Chevrot custodita a Saint-Hippolyte a Poligny.

Morì il 22 settembre 1460 dopo alcuni mesi di malattia che lo costrinsero a letto nella sua redisenza a Lilla e fu sepolto nel coro della cattedrale di Tournai, sotto la tomba contenente le reliquie di Ippolito di Roma che lui stesso aveva portato da Poligny. Il suo successore, Guillaume Fillâtre, fece costruire un monumento in marmo nero con un'effigie in rame, il suo stemma e un'iscrizione latina, ma furono distrutti successivamente dai protestanti nel 1566. Essendo molto legato alla sua città natale, nel suo testamento espresse la volontà che il suo cuore dovesse essere sepolto a Poligny ed inoltre lasciò una cospicua somma di denaro per la cappella di Sant'Antonio che aveva fondato nella collegiata Saint-Hippolyte a Poligny, dove oggi si conserva una statua che lo raffigura. 

## Committente d'arte
Chevrot si distinse anche per il suo interesse artistico: fece commissionare infatti due opere del pittore fiammingo Rogier van der Weyden: 
- il Trittico dei sette Sacramenti fu commissionata per una chiesa di Poligny[2]), ma attualmente conservato nel Museo reale di belle arti di Anversa in Belgio. Nell'opera è presente Chevrot intento a impartire il sacramento della confermazione a un ragazzo[3]. Ciascuno dei pannelli reca lo stemma di Chevrot, in alto a sinistra, e quello del suo vescovato, in alto a destra;
- Il compianto di Cristo, attualmente conservato al Museo Mauritshuis, dove si fa raffigurare con abiti religiosi e in ginocchio in posizione orante.

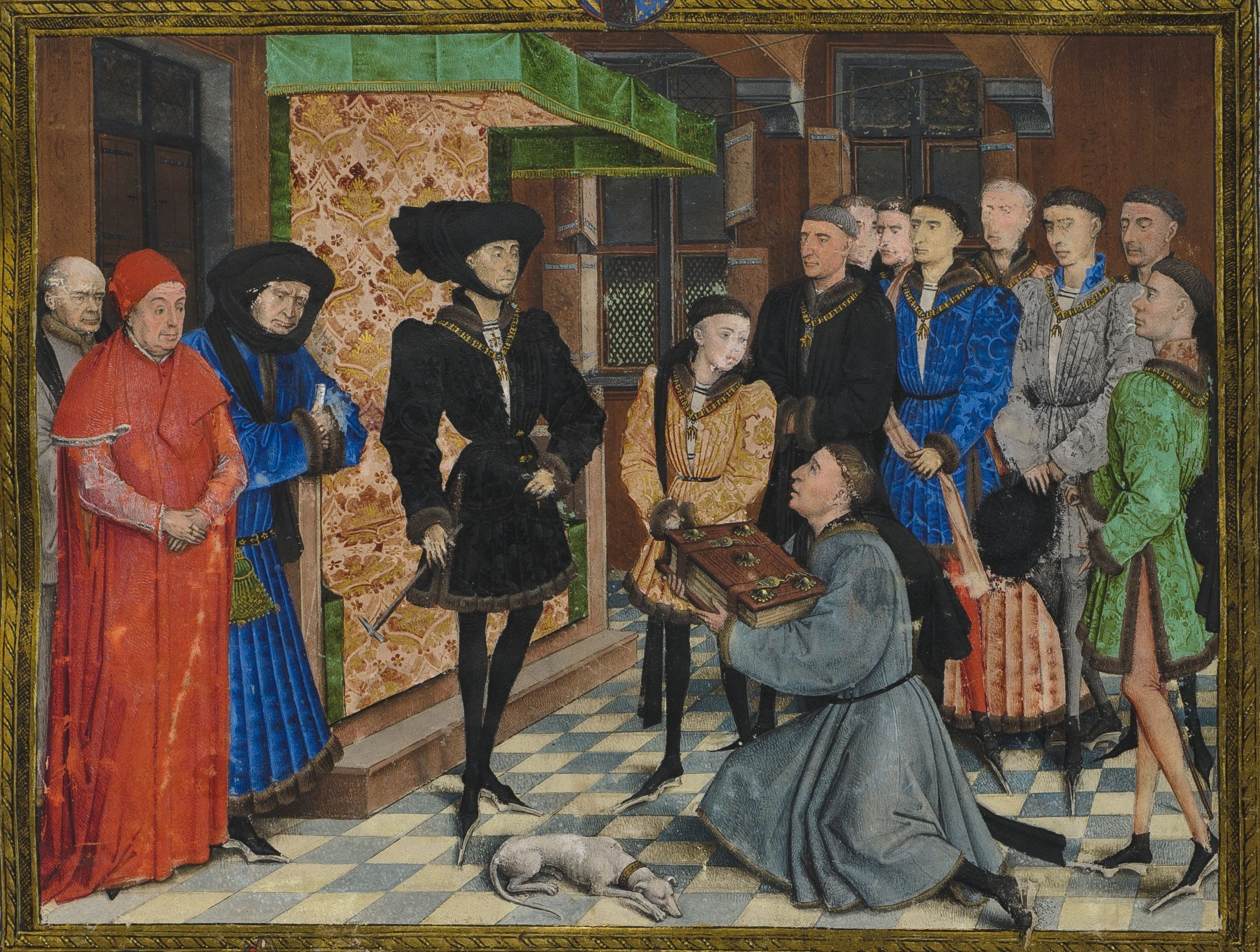
Frontespizio di Chroniques de Hainaut.

Compare inoltre sul frontespizio di Chroniques de Hainaut di Jean Wauquelin (religioso vestito in rosso).

## Successione apostolica
La successione apostolica è:
- Arcivescovo Quentin Menard (1440)